# Heroon

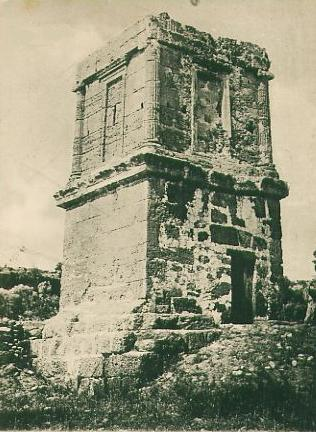
Herôon em Agrigento

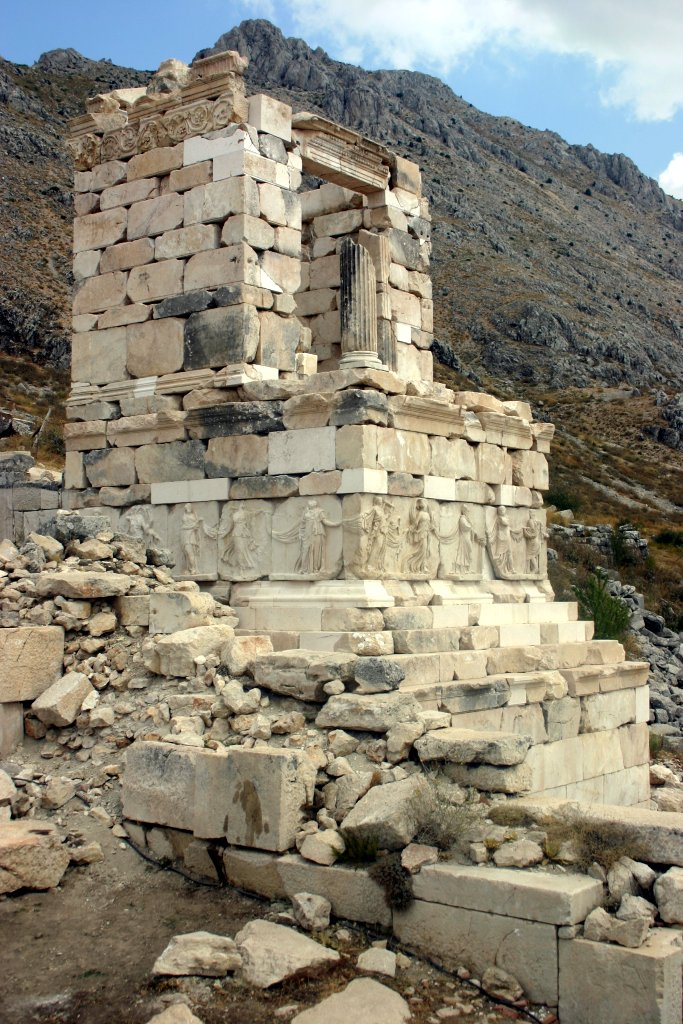
Herôon em Sagalassos

Um Herôon (do grego antigo ἡρῷον, no plural ἡρῷα, heroa) é um túmulo monumental construído para um herói. Era frequentemente erigido no local do seu suposto túmulo ou cenotáfio. Os mitos fundadores de algumas cidades da Grécia Antiga colocam-nas nos locais onde supostamente heróis tinham vivido ou morrido, e daí a importância central dada aos heroa na civilização helénica. Estes edifícios foram também construídos pelos romanos para homenagear os seus heróis míticos ou dirigentes "heroificados".

## Descrição geral
Os heroa eram ricamente ornamentados. Este tipo de túmulos era reservado sobretudo para os oikistes (indivíduos escolhidos como líderes e investidos com o poder de escolher um novo local para povoações na Antiga Grécia), para os príncipes ou para os reis que, feitos heróis depois da morte, tornavam-se motivo de união para a comunidade que construía o monumento. Tais túmulos eram geralmente erguidos no interior do perímetro urbano, em posições de grande relevo (por exemplo, nas ágoras) e tornavam-se rapidamente locais de culto e veneração popular por parte dos locais. De facto, segundo a mitologia, as relíquias do valoroso homem possuíam podes extraordinários, provenientes do mundo para onde tinha ido o herói.
Na Antiga Grécia, estes túmulos têm a forma arquitectónica de um tolo da Civilização Micénica, sobretudo os construídos entre os séculos XVIII e XII a.C.
O tolo tem uma planta circular, coberta de uma pseudo-cúpula. No demais, este tipo de túmulo era hipogeu, construído sob a terra o escavado atravessando um promontório do terreno. Privado de pilastras de sustentação, era constituído por grandes pedras em esquadria dispostas em filas circulares concêntricas (e fechado no topo). O corredor de acesso era chamado dromo e dava para a porta de entrada, a qual apresentava duas aberturas centrais: uma porta monolítica montada sobre uma janela triangular.
Nas colónias podia haver formas muito simples: as de Pesto (finais do século VI a.C.) eram constituídas por simples câmaras hipogeias em arenito cobertas por grandes pedras, que provavelmente de origem seriam coberturas de um túmulo.
Os romanos e os gregos praticavam um extenso culto aos heróis, praticamente encontrado em toda a respectiva área de influência. Os heróis desempenhavam papéis centrais na vida da polis, dando à cidade uma focagem identitária. O culto tipicamente era centrado à volta do Herôon que supostamente continha os restos mortais do herói. Em certo sentido, o herói era considerado ainda como alguém vivo, pois eram-lhe oferecidas refeições e imaginava-se a sua figura partilhando das festividades locais. As suas alianças eram vistas como de importância crucial para o bem-estar da cidade poder acontecer, o que conduzia por vezes a lutas entre as diversas cidades gregas para controlar os restos dos heróis. Por exemplo, a literatura da Grécia Antiga refere o modo como Cimon de Atenas vingou a morte do lendário herói Teseu em 469 a.C., encontrando um conjunto de ossos supostamente pertencentes ao herói e regressando com eles a Atenas. Do mesmo modo, Heródoto recorda nas suas Histórias que os espartanos pilharam o Herôon da cidade de Tégea, roubando os ossos do herói Orestes. Este acto foi visto como uma passagem da aliança do herói com Tégea para Esparta, dando aos espartanos a vitória sobre os primeiros tal como previsto pelo Oráculo de Delfos.
Muitos exemplos de heroa podem ser encontrados perto dos tolos micénicos ou nas áreas sagradas de uma série de antigas cidades gregas ao longo do Mar Mediterrâneo. Um exemplo muito bem preservado é o Túmulo de Theron, em Agrigento (Sicília). Outro edifício notável é o de Vergina na Macedónia grega, na antiga cidade de Aigai - Αἶγαι, o qual ser crê ter sido dedicado à veneração da família de Alexandre, o Grande e poderá ter albergado a estátua de culto ao pai de Alexandre, Filipe II da Macedónia. Um Herôon romano bem preservado do período de Augusto está na cidade de Sagalassos, hoje na Turquia.